# Diptyque de saint Jean-Baptiste et sainte Véronique
Le Diptyque de saint Jean-Baptiste et sainte Véronique aussi appelé Diptyque Bembo parce qu'il s'est trouvé en possession de Bernardo Bembo à un moment donné, est un diptyque du peintre primitif flamand Hans Memling, réalisé en 1480-1483. Il est démembré : le volet gauche, avec Saint Jean-Baptiste et une Tête de mort en grisaille au revers est à l'Alte Pinakothek de Munich. Le volet droit, avec Sainte Véronique et au revers le Calice de saint Jean l’Évangéliste se trouve à la National Gallery of Art, à Washington.

## Description

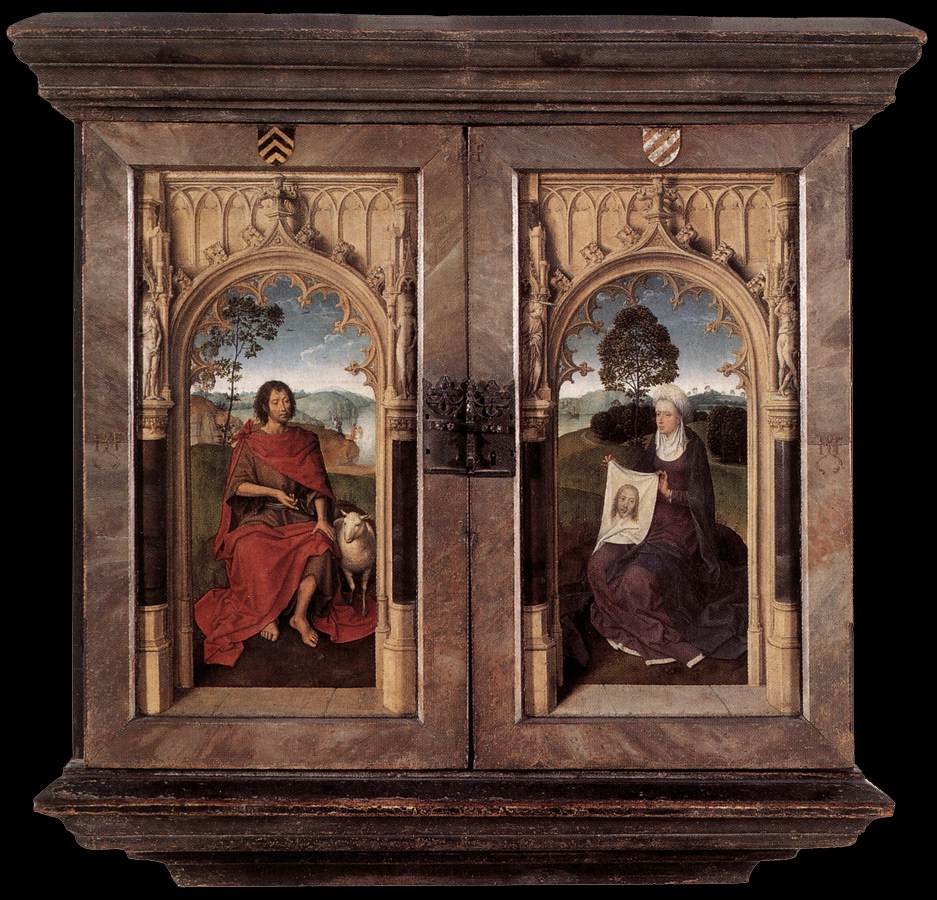
Triptyque Floreins (volets fermés).

Les deux saints se tiennent dans un parterre de plantes touffues, dans un paysage en pente douce, aux reflets vert olive, où alternent rochers et bois. Les similitudes dans le paysage, et dans la structure et les couleurs ainsi que les dimensions identiques, à quelques millimètres près (volet gauche 31,2 × 24,4 cm, volet droit 31,6 × 24,4 cm) montrent qu'il s'agit bien de deux volets d'un même ensemble. Ce petit panneau était probablement destiné à un usage privé. Les mêmes saints sont représentés de la même façon sur une autre paire de volets de Memling, à savoir les volets extérieurs du Triptyque de Jan Floreins. De Vos pense d'ailleurs que Jan Floreins, frère de l’hôpital Saint-Jean, est un commanditaire tout à fait plausible du tableau.
Saint Jean-Baptiste est reconnaissable notamment à ses vêtements et à la présence de l'agneau ; sainte Véronique est, d'après la tradition, une femme pieuse de Jérusalem qui, poussée par la compassion lorsque Jésus-Christ porte sa croix au Golgotha, lui donne son voile pour qu'il puisse essuyer son front. Si le paysage à l'arrière de Jean-Baptiste est campagnard et forestier, on voit à l'horizon derrière sainte Véronique une ville avec une cathédrale et diverses tours. Sur le panneau de saint Jean figure, en bas à gauche, une inscription en or ajoutée au XIXe siècle : H. V. D. GOES /1472, pour faciliter la vente au roi Maximilien Ier de Bavière. La date est impossible puisqu'un examen dendrochronologique a établi que l'arbre a été abattu vers 1473.

## Revers

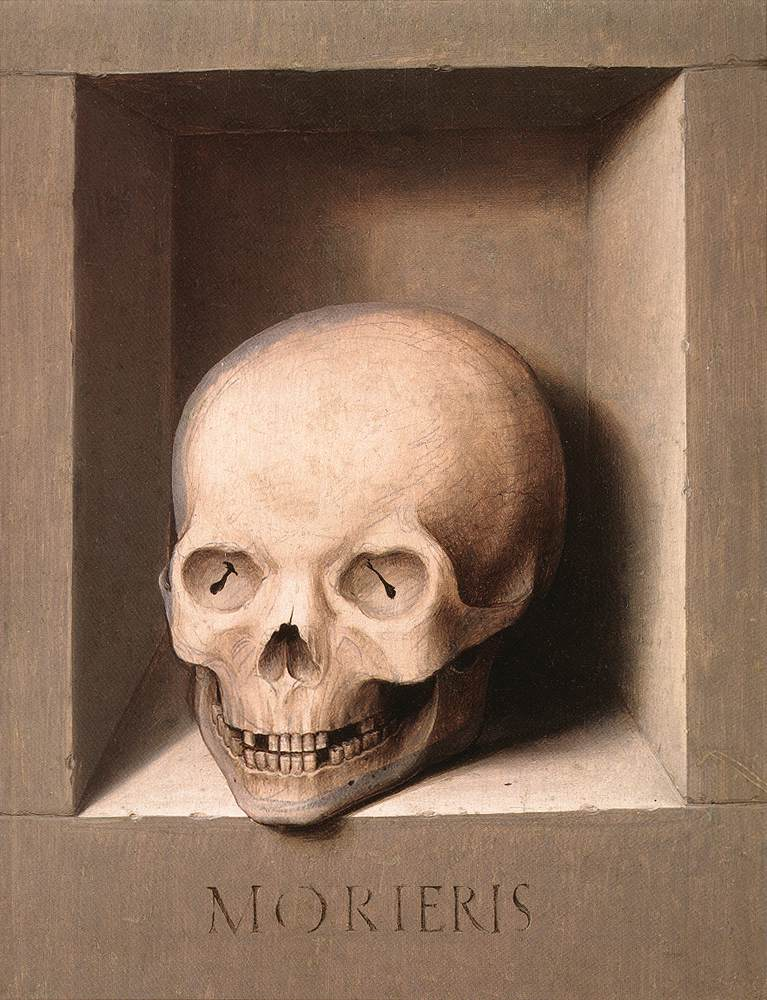
Revers du volet gauche.

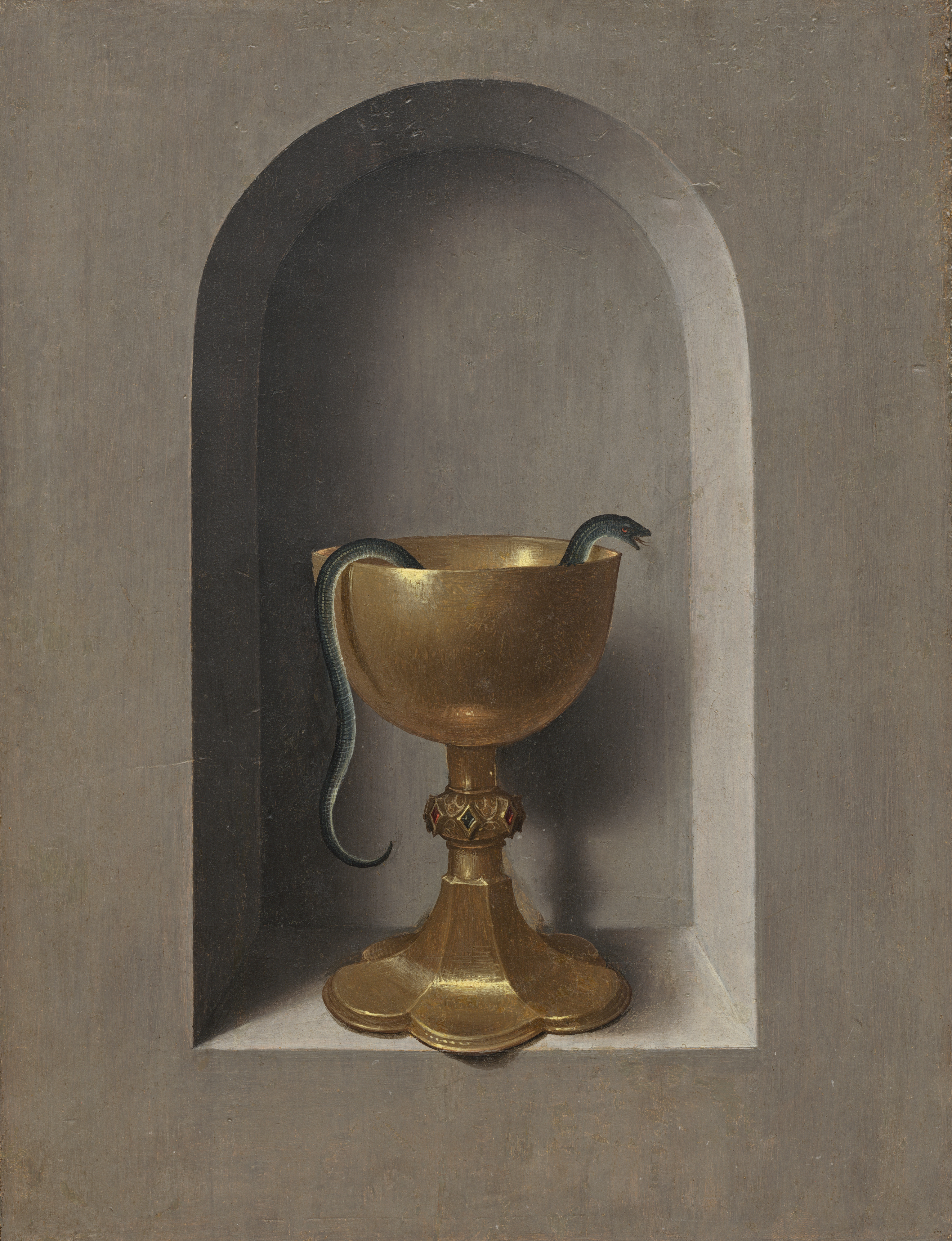
Revers du volet droit.

Les revers sont tous deux traités en grisaille. Les objets sont posés dans des niches, avec un éclairage venant de la gauche. Le volet de Jean-Baptiste présente une tête de mort, avec l'inscription MORIERIS (« tu vas mourir »). Le volet de droite montre un calice avec un serpent dont on voit la tête et la queue. Il s'agit du calice empoisonné que Jean l'Évangéliste a été obligé de boire. La présence du deuxième Jean, ne serait-ce qu'au revers d'un panneau, est une indication supplémentaire pour un lien avec l'hôpital Saint-Jean.
Les deux panneaux sont en bon état, sauf de petites lacunes sur la grisaille de Munich, et des dégâts dans la niche de Washington. La grisaille du crâne n'a été découverte qu'en 1980 à l'occasion d'une restauration ; la surface avait été recouverte d'une couche de peinture uniforme. De plus, un certificat du XIXe siècle se trouvait collé par-dessus, avec un texte en français vantant Van der Goes et soulignant la rareté de ses œuvres. Ce certificat a été apposé, d'après De Vos, en même temps que l'inscription au recto.

## Historique

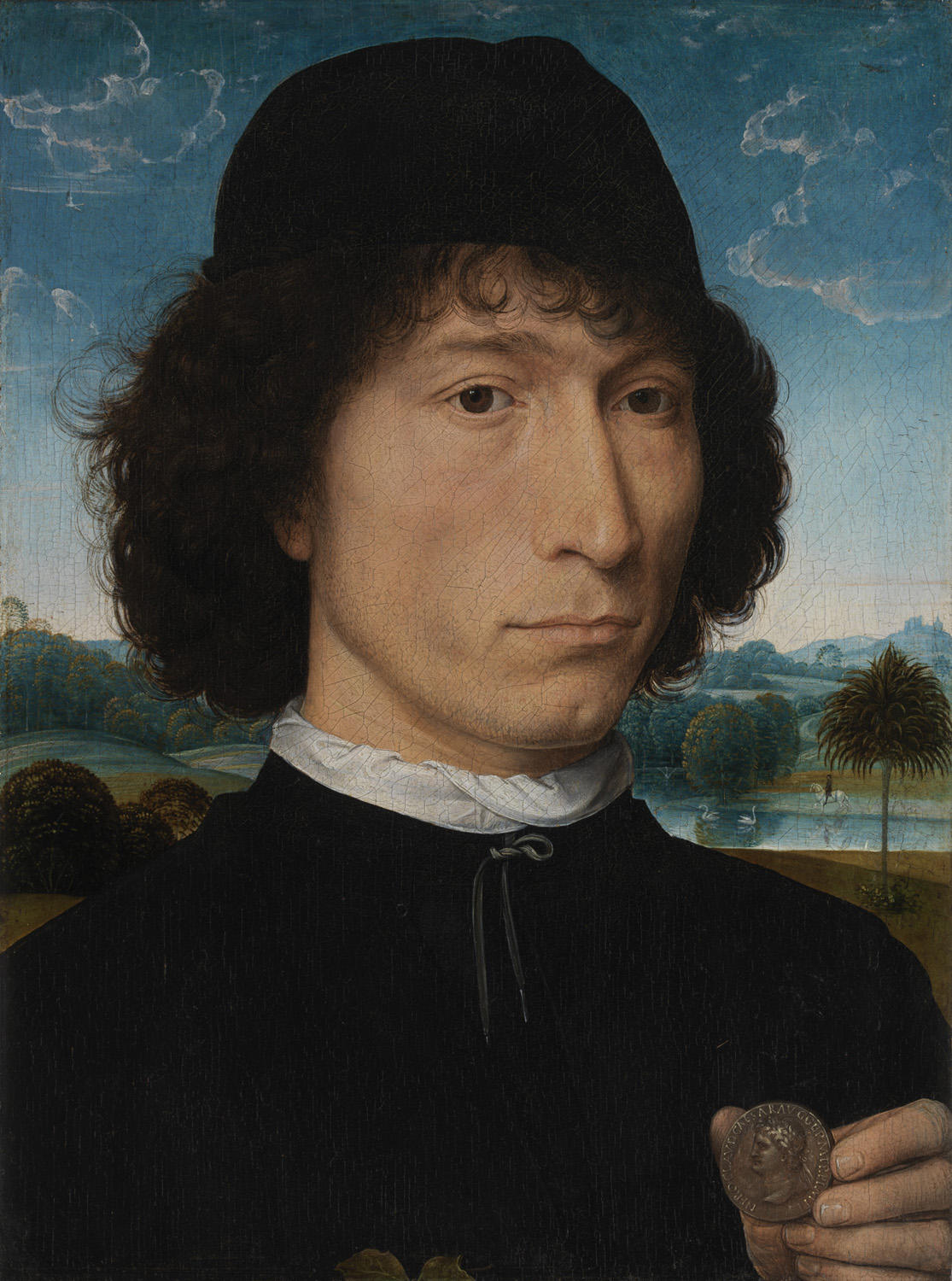
Hans MemlingPortrait d'un homme avec une monnaie. Peut-être Bernardo Bembo.

Le diptyque a probablement appartenu au diplomate et humaniste vénitien Bernardo Bembo (it). Il avait prêté divers tableaux à Isabelle d'Este, parmi lesquels un « Jean et Véronique qui forment une paire, de la main d'un artiste transalpin », comme il ressort d'une lettre de Carlo Bembo, l'un des fils de Bernardo. Le même diptyque est mentionné vers 1520-1530 dans collection de Pietro Bembo, le fils de Bernardo, par Marcantonio Michiel qui latribue à Hans Memling. Le volet gauche est repéré en 1801 dans une collection vénitienne. Le volet est acheté en 1819 ou 1820 par Maximilien Ier, roi de Bavière. Le volet droit passe dans les collections de Nicolas Demidoff [1773-1828], à l'initiative de la construction de la villa San Donato (dès 1814) , près de Florence, puis de son fils Anatole Demidoff, Prince de San Donato [1812-1870]. Vendu à la vente Demidoff de mars 1870, il est dans une collection italienne jusqu'en 1928. Il est acheté par le baron 
Heinrich von Thyssen Bornemisza [1875-1947], et est au Schloss Rohoncz, le château de la famille de sa femme en Hongrie, et ensuite à la Villa Favorita, Lugano-Castagnola, Suisse, en 1930. Acheté par M. Knoedler & Co., New York, il acheté en 1951 par la Samuel H. Kress Foundation, New York puis donné à la National Gallery of Art en 1952 à l'occasion d'un échange.